# Сицилијанац (филм)
Сицилијанац (енгл. The Sicilian) амерички је повесни акциони филм из 1987. заснован на истоименом роману Марија Пуза. Филм је објављен 1987. године, а режирао га је Мајкл Ћимино. У улози Салватореа Ђулијана је Кристофер Ламберт.
Салваторе Ђулијано, лопов доброг срца, бори се против цркве, мафије и племића, пљачка богате конзервативне земљопоседнике и даје украдени новац сиромашним и људима којима је новац потребан, док води популистички покрет за независност Сицилије.

## Радња
Ђулијано је млади Сицилијанац који краде од богатих и даје сиромашнима који га поздрављају као свог спаситеља. Како је расла његова популарност, расло је и самопоуздање. Неизбежно долази тренутак када Ђулијано одлучује да је постао моћнији од свог покровитеља - мафијашког боса Дон Марија Крочеа. Као одговор, дон организује убиство арогантног Парвенуа, убеђујући свог рођака и најбољег пријатеља да оконча свој живот. Књига и филм су засновани на истинитој причи.